# Dies Domini
Dies Domini (День Господній) — апостольське повчання Папи Івана Павла II. Повчання публіковане 7 липня 1998 року і вказує своїм підзаголовком на тему освячення неділі. Папа заохочує цим посланням католиків заново відкрити значення неділі.

## Зміст
- Вступ (1-7)

У вступі Іван Павло II вказує, що "День Господній — так називали неділю вже в апостольські часи — в історії Церкви завжди особливо поважали з огляду на його тісний зв'язок із самою суттю християнської таємниці. У ритмі тижня, що визначає спливання часу, неділя нагадує день воскресіння Христа. Це Пасха тижня, на котрій ми святкуємо перемогу Христа над гріхом і смертю, виконання в Ньому діла першого створіння та початок «нового творіння» (пор. ІІ Кор 5:17). Це день, коли у прославі та вдячності ми згадуємо перший день існування світу, і одночасно провіщення «останнього дня», на котрий чекаємо з живою надією, у котрий Христос прийде в славі (пор. Дії 1:11; 1 Сол 4: 13-17) та Бог «нове творитиме все»
- Розділ 1 — DIES DOMINI (8-18): Святкування діла Творця

Першого дня тижня (неділя) Бог Своїм Словом (Син) створив світ, а «дух Божий ширяв над водами». Завершенням діла створіння є сьомий день (субота) — «радісний відпочинок Творця».
- Розділ 2 — DIES CHRISTI (19-30): День воскреслого Господа й день дару Святого Духа

Як найважливішим християнським святом є Пасха, так і кожна неділя — це «Пасха тижня» — святкування Воскресіння Господнього, початку нового творіння. Тому цей день стає найважливішим святом християн, котре заміняє старозавітний шабат. У неділю, також, апостоли отримали дар Духа Святого. Неділя є ще й «восьмим днем», тобто провіщенням вічності й життя у вічному світлі.
- Розділ 3 — DIES ECCLESIAE (20-54): Євхаристичне зібрання — серце неділі

У неділю Воскреслий Христос об'явився Своїм учням, удруге прийшов до них «восьмого дня» (пор. Йн 20, 26), тобто наступної неділі, і таким чином показав їм, що неділя повинна бути днем, коли Церква збирається, щоб у спільній Євхаристії зустріти Воскреслого Господа, щоб поживитися Його Словом і Його Тілом, розіп'ятим за нас на хресті й воскреслим. У недільному зібранні вірних найкраще об'являється спільнота Церкви, взаємна єдність та любов.
- Розділ 4 — DIES HOMINIS (55-73): Неділя — день радості, відпочинку та солідарності

Повнота радості огорнула серця жінок, а потім апостолів, коли вони зустріли Воскреслого Господа. Про цю радість для них молився сам Господь (Йн 17, 13), це один із плодів Святого Духа (Рим 14, 17; Гал 5, 22). Тому неділя є і днем радості, котру поділяємо з найближчими. Адже наші щоденні «людські» радощі випливають з радості Воскресіння. Тому варто тут подбати про спільний радісний відпочинок із родиною чи в спільноті з близькими. Неділя є саме тим днем, коли ми маємо час для родини, дітей, друзів. Це також день солідарності з потребуючими, коли маємо змогу відвідати самотніх, вбогих, щоб пожертвувати їм
- Розділ 5 — DIES DIERUM (74-80): Неділя як ключове свято, що об'являє сенс часу

Подібно Христові Воскреслому, що об'являється як Α i Ω, неділя наказує нам зупинити свій біг, щоб показати нам сенс часу — усе є в Христі. Він є початком і кінцем кожного нашого труду, і все, що існує на світі, у Ньому знаходить остаточне виконання.
- Завершення (81-87)

На завершення Іван Павло ІІ ще раз закликав, щоб неділя стала опорою для християнського життя, днем поклоніння Богу та відпочинку людини, нагадуючи собі про вічне життя, яке приходить. Цей Апостольський лист Папа довірив Богоматері.